# 民航意外調查機構
民航意外調查機構（英語：Aircraft Accident Investigation Authority，縮寫：AAIA）是香港特別行政區政府運輸及物流局轄下專責調查本港民航事故，以及與本港註冊航空器在境外相關事故的獨立機構。

## 機構歷史
在此機構成立前香港境內的民航事故之調查一直由民航處事故調查科負責，並由民航處處長擔任意外總調查主任。然而，隨著國際民航組織於2016年修訂《國際民航公約》《附件13》，規定民航意外調查機構須獨立於民航管理當局，以確保調查公平公正，港府於是修訂《香港民航（意外調查）規例》（香港法例第448B章），於運輸及房屋局下成立一個獨立於民航處的調查機構，並另設一名總調查主任接管原來民航處的調查職能及設施，以符合《附件13》的新規定。此機構於2018年成立後正式取代民航處原來的事故調查權。

## 機構職能
根據《香港民航（意外調查）規例》，對在本港境內，以及境外涉及本港註冊航空器之民航意外及嚴重事故進行調查，並公布調查報告、保護證物等，以預防未來意外或事故發生，並提高飛機旅客安全。此外，機構亦負責履行對民航安全管理和防範意外相關的工作，包括管理意外和事故數據庫、找出安全隠患並提出建議，以及與航空業界合作推廣安全訊息等。

## 機構使命
根據《國際民用航空公約》《附件13》，以及《香港民航（意外調查）規例》，有效和獨立對意外事故進行調查，以確定事件的情況和發生的原因，從而保障航空安全及生命，並避免類似案件重演。

## 局限
民航意外調查機構並無權力調查只涉及駐港解放軍航空器的意外；而涉及駐港解放軍與民用航空器（不論是否涉及市民）的意外，駐港解放軍及民航意外調查機構將各自按其法定權責進行調查。

## 曾處理的事故
- B-KTK直升機墜毀事故[7]

## 不能處理的事故
- 2020年3月解放軍駐港部隊直升機失事事故

## 組織架構
民航意外調查機構成立初期，由一名總調查主任帶領，下轄三名高級意外及安全調查員及三名意外及安全調查員。總調查主任向運輸及房屋局局長負責，並向運輸及房屋局常任秘書長（運輸）匯報行政工作，脫離民航處的架構。
現時，總調查主任一職改名為「總意外及安全調查員」，副總意外及安全調查員1名、高級意外及安全調查員人數增至6名，維持3名意外及安全調查員。